# Jordan McCoy
Jordan McCoy (ur. 17 września 1991 w Mount Vernon w stanie Illinois) – amerykańska piosenkarka, finalistka American Juniors, przeznaczonej dla dzieci i nastolatków wersji amerykańskiego Idola.

## Dyskografia
Albumy
- 2008: Just Watch Me

Single
- Next Ex-Boyfriend
- Just Watch Me